# Türkisara
Der Türkisara (Anodorhynchus glaucus), auch Meerblauer Ara und Glaucus-Ara genannt, gehört zusammen mit dem Hyazinthara (Anodorhynchus hyacinthinus) und dem Learara (Anodorhynchus leari) zur Gattung der Blauaras (Anodorhynchus). Sein Status ist unbekannt, viele Wissenschaftler gehen jedoch davon aus, dass er ausgestorben ist. Letzte verlässliche Sichtungen stammen aus dem Jahr 1960.

## Beschreibung
Der Vogel war ca. 70 cm lang und hatte ein blau-grünliches Gefieder, das an der Unterseite mehr gräulich-grünblau und an der Kehle dunkel-graubraun war. Die Unterseite der Hand- und Armschwingen sowie der Schwanzfedern waren schwarz. Der Türkisara hatte einen gelben unbefiederter Augenring und einen ebenfalls gelben großen nackten Unterschnabelwulst. Die Iris war dunkelbraun, der Schnabel grauschwarz und die Zehen dunkelgrau.
Eine an Balgmaterial und fossilen Funden von Herculano Alvarenga durchgeführte Studie, die auch die Verbreitungsgebiete mit dem des Leararas vergleicht, kommt aufgrund der weitgehenden Übereinstimmung u. a. der Maße beider Arten zu dem Ergebnis, dass beide Arten nur Unterartstatus besitzen. Aufgrund der Prioritätsregel würden sich folgende neue Bezeichnungen ergeben: Anodorhynchus glaucus glaucus als Nominatform und Anodorhynchus glaucus leari für den Learara.

## Verbreitung
Ehemals in den Provinzen Corrientes und Misiones in NO-Argentinien, in der Provinz Artigas in NW-Uruguay, in S-Paraguay sowie in Rio Grande do Sul und Santa Catarina in SW-Brasilien.
Die Herkunftsangaben des von Louis Pierre Vieillot 1816 beschriebenen Typusexemplars (damals: Macrcercus glaucus) lauten: „Südamerika zwischen 27° und 30° südlicher Länge.... an den Bänken des Rio Paraná und des Río Uruguay.“

## Freileben
Über das Freileben der Art wurde nur wenig bekannt. Die Vögel lebten in Paaren und kleinen Familienverbänden. Sie hielten sich in den Wipfeln der Yataypalmen (Butia yatay), deren Früchte vermutlich die Hauptnahrung waren, auf. Der Niedergang der Art geht mit der Besiedlung der Region einher. Türkisaras lebten in den Galeriewäldern der Flüsse. Diese schmalen Waldstreifen wurden von den ersten Siedlern recht schnell abgeholzt und in Farmland umgestaltet.
Die Art ist im Freiland vermutlich vor 1920 endgültig verschwunden. Allerdings erwähnt Decoteau (1982) Freilandbeobachtungen, die um 1960 im Nord-Osten Argentiniens gelungen sein sollen. Laut Decoteau sollen auch kleine Restbestände in Uruguay leben. Diese Angaben wurden aber nicht bestätigt. Der Schweizer Tierfänger und -händler Cordier sah angeblich 1975 bei einem Tierhändler in Bolivien in einer Gruppe von Hyazintharas drei oder vier Exemplare des Meerblauen Aras. Diese Papageien sollen aus dem Grenzgebiet Bolivien/Brasilien gestammt haben (in: Robiller, 1990).
2019 klassifizierte der IUCN den Türkisara auf Vorschlag des Vorjahres hin zur Vermeidung des Romeo-Irrtums in die Rote-Liste-Kategorie „vom Aussterben bedroht (möglicherweise ausgestorben)“.

## Haltung und Zucht
Die Blauaras sind schon sehr lange begehrte Ziervögel wegen ihres schönen Gefieders. So wurden sie damals wie heute massiv gewildert, was möglicherweise zum Aussterben des Türkisaras führte. Einige Türkisaras gelangten zum Ende des neunzehnten Jahrhunderts in europäische Zoos. Im Zoologischen Garten Berlin verstarb ein Türkisara 1892; der Balg befindet sich im Berliner Naturkundemuseum. Im Zoo von Paris verstarb vermutlich 1905 ein weiterer Vogel der Art. Ein im Zoo von Buenos Aires untergebrachter Türkisara verstarb 1938 – man hielt ihn lange für den vermutlich letzten seiner Art. So galt er 1938 zunächst als offiziell ausgestorben.
Decoteau (1982) erwähnt einen Zuchterfolg mit dieser Art bei einem europäischen Züchter (ohne weitere Angaben).

## Museumsexemplare
Der Türkisara war schon zum Beginn der Landbesetzungen durch die Europäer eine sehr seltene Art. So ist es auch nicht verwunderlich, dass nur ganz wenige Exemplare in die naturkundlichen Museen der Welt gelangten.
Jeweils ein Präparat oder Balg befindet sich in folgenden Museen: Museo Argentino de Ciencias Naturalas in Buenos Aires, Naturkundemuseum in Berlin, Louis Agassiz Museum of Comparative Zoology in Cambridge/USA, Muséum d’Histoire Naturelle in Genf, Muséum national d’histoire naturelle in Paris, World Museum in Liverpool und Naturhistorisches Museum in Wien.
Jeweils zwei Präparate oder Bälge besitzen das Natural History Museum in London, Naturalis in Leiden, das Smithsonian National Museum of Natural History in Washington, D.C., die Academy of Natural Sciences of Philadelphia und das American Museum of Natural History in New York.

## Etymologie und Forschungsgeschichte
Die Erstbeschreibung des Türkisara erfolgte 1816 durch Louis Pierre Vieillot unter dem Namen Macrocercus glaucus. Vieillot bezog sich auf Trivialnamen Guacamayo azul den Félix de Azara 1805 in seinem Werk Apuntamientos para la historia natural de los páxaros del Paragüay y Rio de la Plata verwendete. Als Verbreitungsgebiet gab er den Rio Paranã und den Río Uruguay an. 1824 führte Johann Baptist von Spix die für die Wissenschaft neue Gattung Anodorhynchus für den Hyazinthara (Anodorhynchus hyacinthinus (Latham, 1790)) (Syn. Anodorhynchus maximiliani Spix, 1824) ein. Dieser Begriff leitet sich von dem altgriechischen Wort ανοδων, ανοδοντος anodōn, anodontos für „zahnlos“ und ῥυγχος rhunkhos für „Schnabel“ ab. Der Artname »glaucus« ist das lateinische Wort für blaugrün. Alfred Laubmann beschrieb in seinem Werk Die Vögel von Paraguay, dass die Bälge im Natural History Museum laut Tommaso Salvadori aus Paraguay stammten. Ebenso stammen die Bälge des Museo Argentino de Ciencias Naturalas angeblich aus Paraguay.